# Малый бычок Книповича
Малый бычок Книповича (Knipowitschia panizzae) — вид рыб из семейства бычковых. Самцы могут достигать длины 5,5 см. Распространён в странах средиземноморского бассейна: Албании, Боснии и Герцеговине, Греции и Италии. Обычно обитает в реках, пресноводных озёрах и прибрежных солоноватых лагунах.